# Nouvelle Vague
Nouvelle Vague (Нуве́ль Ваґ) — французький музичний колектив під керівництвом Марка Колліна та Олів'є Лібо. Назва гурту є грою слів, що відображає відношення колективу як до стилю босанова (портуґальський переклад назви, означає «нова тенденція»), так і до французького мистецтва (йдеться про нову хвилю у французькому кіні 1960-их років). Пісні гурту — це кавер-версії популярних панк-рок, постпанк та нью-вейв композицій, аранжованих у стилі босанова. Для виконання пісень запрошують різних співачок. 

## Дискографія
Альбоми
- Nouvelle Vague (2004)
- Bande à Part (2006)
- 3 (2009)
- The Best of (2010)
- Couleurs Sur Paris (2010)
- I Could Be Happy (2016)
- Should I Stay or Should I Go? (2024)

Синґли
- Eisbaer (2006)

Інше
- Late Night Tales: Nouvelle Vague (2007)
- Acoustic 05 (2005)
- Chillout Sessions 9 (2006)
- Acoustic 07 (2007)
- Athol-Brose EP (2016, Kwaidan, digital only)
- Algo Familiar EP (2017, Kwaidan, digital only)